# محمدعلی عمویی
محمد علی عمویی (زاده ۱۳۰۴ در کرمانشاه)، سیاستمدار ایرانی و عضو برجستهٔ حزب توده ایران که به دلیل فعالیت مخفیانه‌اش در حزب توده ایران و مبارزه علیه حکومت پادشاهی، ۲۵ سال را در زندان‌های حکومت پهلوی گذراند. وی در گرماگرم انقلاب ۱۳۵۷ ایران، عضو کمیته مرکزی حزب توده ایران شد و پس از چندی دوباره دستگیر و مجبور به اقرار تلویزیونی شد. وی ۱۲ سال را نیز در زندان‌های جمهوری اسلامی ایران گذراند.

## زندگی
محمدعلی عمویی در ۱۳۰۷ در کرمانشاه به دنیا آمد. وی تحصیلات ابتدایی و متوسطه را در کرمانشاه گذراند و در آنجا در جریان اعتصاب دانش آموزان کرمانشاه در ۱۳۲۴ با حزب توده ایران آشنا شد، اما به سبب تعقیب از سوی پلیس زادگاه خود را ترک کرد و برای ادامهٔ تحصیل در دوره متوسطه به تهران آمد. وی در تهران ارتباط خود را با حزب توده ادامه داد و پس از پایان تحصیلات متوسطه، به دانشکده افسری تهران وارد شد. عمویی از اعضای تشکیلات افسران حزب توده ایران و عضو کمیته مرکزی حزب بود. او اولین بار، پس از کودتای ۲۸ مرداد دستگیر و زندانی شد؛ و در آستانه انقلاب ایران، به همراه دیگر زندانیان سیاسی آزاد شد.
عمویی از باسابقه‌ترین زندانیان سیاسی درایران است که ۲۵ سال از عمر خود را در سال‌های قبل از انقلاب ایران در زندان به سر برده و ۱۲ سال نیز در زندان‌های جمهوری اسلامی ایران گذرانده است.
در اسفند ماه ۱۳۵۷، پلنوم شانزدهم حزب توده محمدعلی عمویی و پنج تن دیگر از اعضای سازمان افسری حزب (عباس حجری، تقی کی‌منش، اسماعیل ذوالقدر، ابوتراب باقرزاده، رضا شلتوکی) را که ۲۵ سال در زندان‌های حکومت پهلوی بودند را، غیاباً به عضویت کمیتهٔ مرکزی انتخاب کرد. هیئت سیاسی حزب در خرداد ۱۳۵۸ عمویی را به عضویت هیئت دبیران (و به تبع آن هیئت سیاسی) درآورد. در فروردین ۱۳۶۰، پلنوم هفدهم عضویت وی را در هیئت دبیران ابقاء نموده و او به عنوان مسئول روابط عمومی و روابط بین‌المللی برگزید.
عمویی در جریان بازداشت گسترده اعضای حزب توده در سال ۱۳۶۱ (به اتهام کودتا و سپس جاسوسی برای شوروی) دستگیر شد. عمویی در مصاحبه‌ای با روزنامه آفتاب امروز، بر شکنجه شدن کیانوری برای اعتراف به کودتا و جاسوسی تأکید کرد.
هاشمی رفسنجانی از چهره‌های سرشناس حکومت، بعدها در مصاحبه‌ای با روزنامه همشهری عنوان نمود که برخورد با حزب توده و اعدام اعضای حزب توده بهتر بود که انجام نمی‌شد. وی دلیلی برای اینکه حزب توده در اندیشه کودتا بوده، نیافته است.

## زندان، شکنجه و اعتراف
وی در سال ۱۳۶۱ دستگیر شد و پس از آن به خیانت‌های حزب توده اعتراف کرد. محمد علی عمویی می‌گوید که پیش از انقلاب، ۲۳ سال زندانی بوده و حاضر نشده بوده که برگه اعترافات را امضا کند. اما در سال ۱۳۶۱ دستگیر شد و پس از چند هفته مقابل دوربین اعتراف کرد، او داستان اعتراف‌گیری خود را اینگونه روایت می‌کند: «دستانم را بستند و از یک حلقه من را آویختند. نوک پنجه‌هایم روی زمین بود. انگار تک‌تک جوارح بدنم بیرون کشیده می‌شد. مثل پاندول تکانم می‌دادند تا این‌که ایست قلبی کردم.» عمویی می‌گوید از آنجایی که بازجوها عجله دارند زود به نتیجه برسند، در همان حالت پاندول، «شلاق را برمی‌دارند درست مثل یک لاشه گوسفند که در قصابی آویخته است»، با شلاق می‌زنند. آنطور که او می‌گوید، بازجوها از از او می‌خواستند رابطه سیاسی خود را با همسر خمینی فاش کند: «وقتی اولین بار من را به تخت بستند که کابل بزنند، هر دو بازجویم دست به سوی آسمان بالا بردند و گفتند بارالها، برای عظمت اسلام می‌زنیم. در لابه‌لای زدن‌ها، وقتی به نهایت ضعف رسیدم، بازجو گفت مصاحبه می‌کنی؟ پذیرفتم.» آنطور که عمویی روایت می‌کند او را با تسمه به تخت بسته بودند و به کف پایش کابل می‌زندند، در بدعتی که حتی در زمان شاه تجربه نکرده بود، در دهانش پتو می‌کردند و روی سرش می‌نشستند تا احساس خفگی کند. بدین ترتیب زندانی نمی‌تواند از طریق فریاد زدن و تقلا کردن، اندکی هم شده، بر درد فائق آید. وی در بخشی از خاطراتش می‌گوید بازجوها ورزیده کار می‌کردند و فنی شکنجه می‌دادند و نهایت ابتکار را به کار می‌بردند تا خشونت در حد اعلا باشد، ولی قربانی زیر شکنجه نمیرد. با این حال او از بیش از ۱۰ تن از هم حزبی‌هایش یاد می‌کند که پیش از دادگاه و در جریان بازجویی، زیر شکنجه جان سپردند: محسن علوی، علی شناسایی، رضا شلتوکی، گاکیک آوانسیان، تقی کی منش، حیدر مهرگان(رحمان هاتفی)، غلامحسین قناعتی، حسن قزلچی، حسین پور و غیره.

## آثار

### تألیف
- محمدعلی عمویی (۱۳۷۷)، دُرد زمانه - خاطرات محمدعلی عمویی «۱۳۵۷–۱۳۲۰»، انتشارات آنزان، شابک ۹۶۴-۹۱۴۸۴-۶-۹
- محمدعلی عمویی (۲۰۲۰)، صبر تلخ - خاطرات محمدعلی عمویی «۱۳۶۲–۱۳۵۷»، ۳ مجلد، انتشارات واله

### ترجمه
- ارنستو چه‌گوارا (۱۳۸۱)، خاطرات ارنستو چه‌گوارا (روزشمار عملیات در بولیوی)، ترجمهٔ محمدعلی عمویی، نشر اشاره
- روجر کِیران، توماس کنی (۱۳۸۴)، خیانت به سوسیالیسم: پس پردهٔ فروپاشی اتحاد شوروی، ترجمهٔ محمدعلی عمویی، نشر اشاره، شابک ۹۶۴-۵۷۷۲-۲۶-۵
- مایک دیویدو (Mike Davidow) (۱۳۸۱)، پروسترویکا، فراز و فرود آن، ترجمهٔ محمدعلی عمویی، نشر اشاره، شابک ۹۶۴-۵۷۷۲-۹۲-۳